# 阿奈拉科特
阿奈拉科特（法語：Annay-la-Côte，法語發音：[anɛ la kot]）是法国勃艮第-弗朗什-孔泰大区约讷省的一个市镇，属于阿瓦隆区。

## 地理
阿奈拉科特（47°32'5"N, 3°53'15"E）面积12.92 平方千米，位于法国勃艮第-弗朗什-孔泰大區约讷省，该省份为法国中北部内陆省份，西接卢瓦雷省，西北接塞纳-马恩省，南至涅夫勒省，东临科多尔省，东北与奥布省接壤。
与阿奈拉科特接壤的市镇（或旧市镇、城区）包括：普雷西勒塞克、塔罗、阿内奥、埃托勒、日罗勒、吕西勒布瓦。

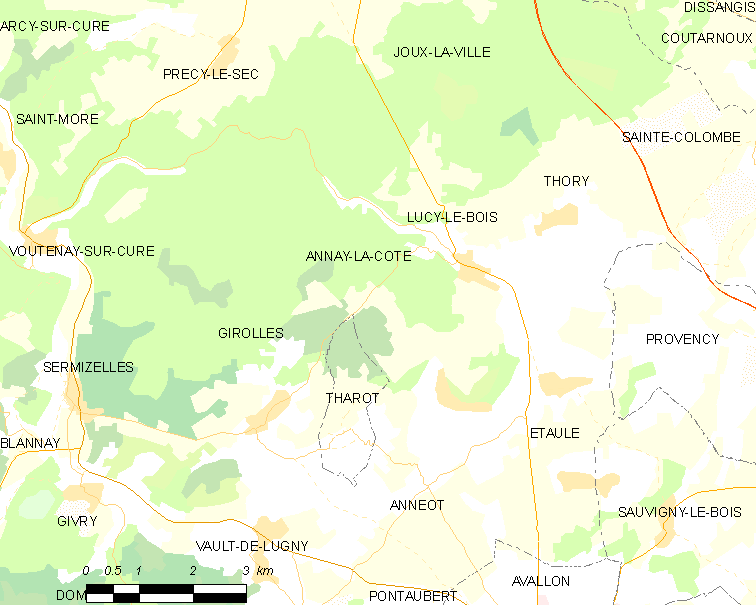
阿奈拉科特的OSM定位图

阿奈拉科特的时区为UTC+01:00、UTC+02:00（夏令时）。

## 行政
阿奈拉科特的邮政编码为89200，INSEE市镇编码为89009。

## 政治
阿奈拉科特所属的省级选区为阿瓦隆县。

## 人口

1962-2008年间阿奈拉科特人口变化图示

阿奈拉科特于2022年1月1日时的人口数量为340人。